# Plzeň
Plzeň ([ˈpl̩zɛɲ] ⓘ), cunoscut în  germană ca Pilsen (pronunțat [ˈpɪlzn̩] ⓘ), este un oraș din Cehia. Este al patrulea cel mai populat oraș din Republica Cehă, cu o populație de aproximativ 186.000 de locuitori. Se află situat la aproximativ 78 kilometri (48 mi) vest de capitala Praga, la confluența a patru râuri: Mže, Úhlava, Úslava și Radbuza, care formează împreună râul Berounka.
Fondat ca oraș regal la sfârșitul secolului al XIII-lea, Plzeň a devenit un oraș important pentru comerț pe rutele care leagă Boemia de Bavaria. Până în secolul al XIV-lea Plzeň a ajuns al treilea oraș ca mărime din Boemia. Orașul a fost asediat de trei ori în timpul Războaielor Husite din secolul al XV-lea, când a fost un centru de rezistență împotriva husiților. În timpul Războiului de Treizeci de Ani, de la începutul secolului al XVII-lea, a fost ocupat temporar după asediul⁠(d) protestanților asupra orașului.
În secolul al XIX-lea, orașul s-a industrializat rapid și aici s-au construit Uzinele Škoda. A devenit una dintre cele mai importante companii de inginerie din Austro-Ungaria și mai târziu din Cehoslovacia. Orașul este cunoscut în întreaga lume ca locul de naștere al berii Pilsner, care a fost creată de berarul bavarez Josef Groll⁠(d) în oraș în 1842; astăzi, fabrica de bere Pilsner Urquell⁠(d) este cea mai mare fabrică de bere din Cehia.
Plzeň este principalul centru de afaceri al Boemiei de Vest și capitala regiunii Plzeň. Orașul este o zonă de patrimoniu cultural cunoscut pentru arhitectura sa barocă și a fost Capitală Europeană a Culturii în 2015 (împreună cu Mons). Plzeň găzduiește clubul de fotbal FC Viktoria Plzeň, unul dintre cele mai de succes cluburi din Prima Ligă din Cehia, și clubul de hochei pe gheață HC Škoda Plzeň⁠(d).
Cele mai proeminente obiective turistice din Plzeň sunt catedrala gotică Sf. Bartolomeu (fondată la sfârșitul secolului al XIII-lea, cu un turn de 102 metri - cel mai înalt din Cehia), primăria (în stil renascentist) și marea sinagogă (în stil neo-maur, a doua cea mai mare sinagogă din Europa, după Sinagoga de pe strada Dohány din Budapesta).

## Diviziuni administrative
Plzeň este format din zece cartiere autonome.
În plus, Plzeň este format din 25 de diviziuni administrative, ale căror granițe nu respectă granițele cartierelor (în paranteze populația conform recensământului din 2021):
- Plzeň 1 (48.572)
  - Bolevec (29.697)
  - Severní Předměstí (18.875)
- Plzeň 2-Slovany (36.000)
  - Božkov (2.254)
  - Černice (2.482)
  - Doudlevce (537)
  - Hradiště (1.876)
  - Koterov (2.325)
  - Lobzy (3.101)
  - Východní Předměstí (23.425)
- Plzeň 3 (55.363)
  - Doudlevce (3.828)
  - Jižní Předměstí (30.858)
  - Litice (1.109)
  - Nová Hospoda (968)
  - Radobyčice (1.476)
  - Skvrňany (12.802)
  - Valcha (1.459)
  - Vnitřní Město (1.621)
  - Východní Předměstí (1.242)
- Plzeň 4 (23.819)
  - Bukovec (567)
  - Červený Hrádek (1.228)
  - Doubravka (11.605)
  - Lobzy (7.643)
  - Újezd (2.670)
  - Východní Předměstí (106)
- Plzeň 5-Křimice (2.429)
  - Křimice (2.429)
- Plzeň 6-Litice (2.229)
  - Litice (2.229)
- Plzeň 7-Radčice (1.090)
  - Radčice (1.090)
- Plzeň 8-Černice (1.868)
  - Černice (1.868)
- Plzeň 9-Malesice (945)
  - Dolní Vlkýš (154)
  - Malesice (791)
- Plzeň 10-Lhota (1.692)
  - Lhota (1.692)

## Geografie

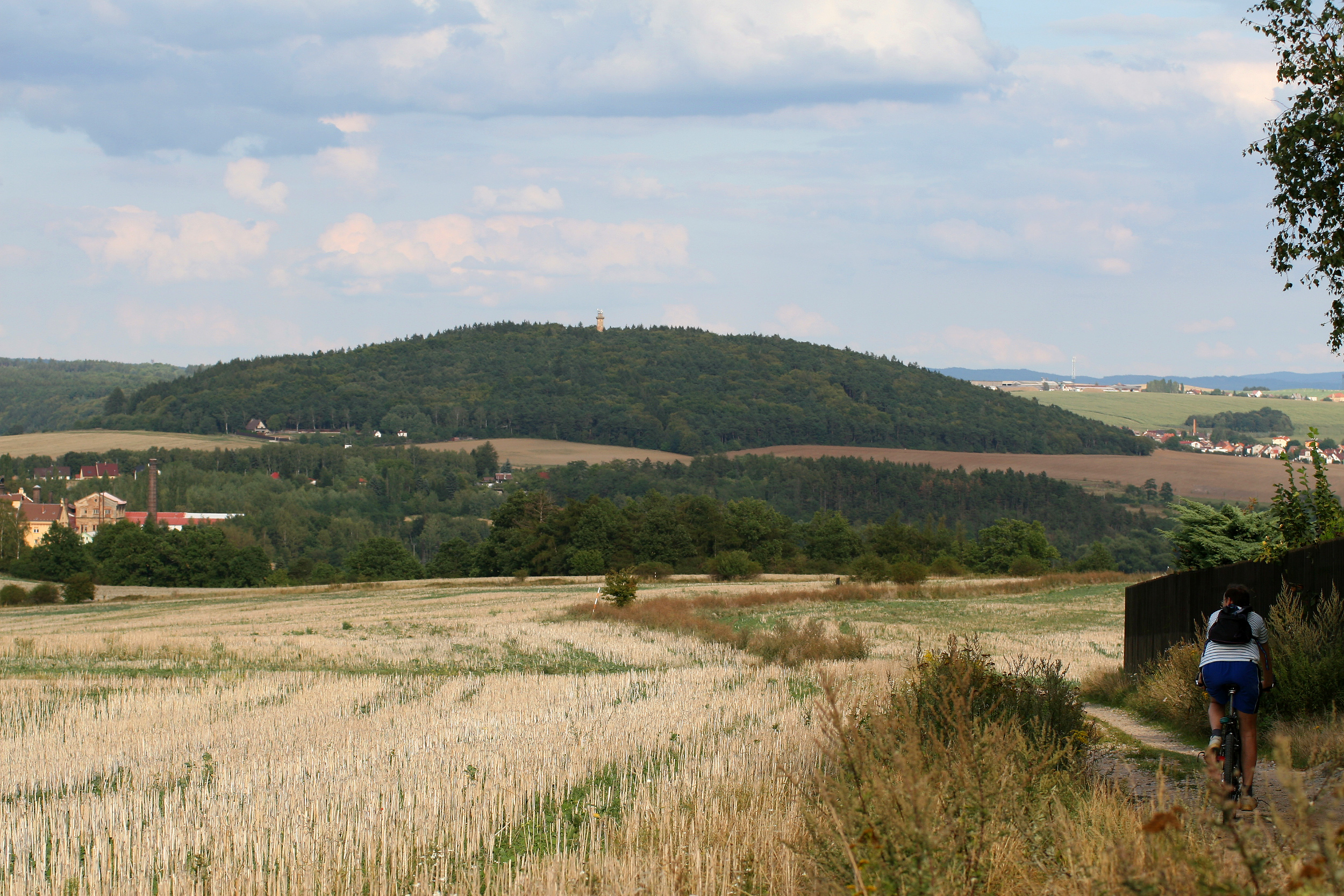
Chlum, cel mai înalt punct al comunei Plzeň

Plzeň se află la aproximativ 78 kilometri (48 mi) vest de Praga. Orașul este situat la confluența a patru râuri: Mže, Úhlava, Úslava și Radbuza. De la confluența dintre Mže și Radbuza, râul este cunoscut ca Berounka. Plzeň se află în cea mai mare parte în Munții Plasy, iar părți mici din teritoriul comunei se extinde în Munții Švihov la est și la sud. Cel mai înalt punct al comunei este dealul Chlum aflat la 416 metri (1.365 ft) deasupra nivelului mării. Cel mai jos punct este albia râului Berounka, la 293 metri (961 ft) deasupra nivelului mării. Cel mai mare corp de apă este lacul de acumulare České údolí, care a fost construit pe râul Radbuza. Un sistem de iazuri de pește se află la marginea de nord a orașului.

### Clima
Plzeň are un climat temperat-oceanic rece (Cfb). Precipitațiiile medii anuale sunt de 525 mm. Temperatura medie anuală este de 8,4 °C (47,1 °F). Temperatura extremă pe tot parcursul anului a variat de la −28,0 °C (−18,4 °F) pe 12 februarie 1985 la 40,1 °C (104,2 °F) pe 27 iulie 1983.
| Date climatice pentru Plzeň-Bolevec, 1991–2020 normals, extremes 1969–present | Date climatice pentru Plzeň-Bolevec, 1991–2020 normals, extremes 1969–present | Date climatice pentru Plzeň-Bolevec, 1991–2020 normals, extremes 1969–present | Date climatice pentru Plzeň-Bolevec, 1991–2020 normals, extremes 1969–present | Date climatice pentru Plzeň-Bolevec, 1991–2020 normals, extremes 1969–present | Date climatice pentru Plzeň-Bolevec, 1991–2020 normals, extremes 1969–present | Date climatice pentru Plzeň-Bolevec, 1991–2020 normals, extremes 1969–present | Date climatice pentru Plzeň-Bolevec, 1991–2020 normals, extremes 1969–present | Date climatice pentru Plzeň-Bolevec, 1991–2020 normals, extremes 1969–present | Date climatice pentru Plzeň-Bolevec, 1991–2020 normals, extremes 1969–present | Date climatice pentru Plzeň-Bolevec, 1991–2020 normals, extremes 1969–present | Date climatice pentru Plzeň-Bolevec, 1991–2020 normals, extremes 1969–present | Date climatice pentru Plzeň-Bolevec, 1991–2020 normals, extremes 1969–present | Date climatice pentru Plzeň-Bolevec, 1991–2020 normals, extremes 1969–present |
| Luna                                                                          | Ian                                                                           | Feb                                                                           | Mar                                                                           | Apr                                                                           | Mai                                                                           | Iun                                                                           | Iul                                                                           | Aug                                                                           | Sep                                                                           | Oct                                                                           | Nov                                                                           | Dec                                                                           | Anual                                                                         |
| ----------------------------------------------------------------------------- | ----------------------------------------------------------------------------- | ----------------------------------------------------------------------------- | ----------------------------------------------------------------------------- | ----------------------------------------------------------------------------- | ----------------------------------------------------------------------------- | ----------------------------------------------------------------------------- | ----------------------------------------------------------------------------- | ----------------------------------------------------------------------------- | ----------------------------------------------------------------------------- | ----------------------------------------------------------------------------- | ----------------------------------------------------------------------------- | ----------------------------------------------------------------------------- | ----------------------------------------------------------------------------- |
| Maxima medie °C (°F)                                                          | 2.4 (36,3)                                                                    | 4.8 (40,6)                                                                    | 9.8 (49,6)                                                                    | 16.1 (61)                                                                     | 20.6 (69,1)                                                                   | 24.0 (75,2)                                                                   | 26.1 (79)                                                                     | 25.9 (78,6)                                                                   | 20.3 (68,5)                                                                   | 13.8 (56,8)                                                                   | 6.9 (44,4)                                                                    | 3.0 (37,4)                                                                    | 14,5 (58,1)                                                                   |
| Media zilnică °C (°F)                                                         | −0.8 (30,6)                                                                   | −0.1 (31,8)                                                                   | 3.4 (38,1)                                                                    | 8.3 (46,9)                                                                    | 13.2 (55,8)                                                                   | 16.8 (62,2)                                                                   | 18.4 (65,1)                                                                   | 17.6 (63,7)                                                                   | 12.6 (54,7)                                                                   | 7.9 (46,2)                                                                    | 3.4 (38,1)                                                                    | 0.1 (32,2)                                                                    | 8,4 (47,1)                                                                    |
| Minima medie °C (°F)                                                          | −4.1 (24,6)                                                                   | −4.2 (24,4)                                                                   | −1.4 (29,5)                                                                   | 1.4 (34,5)                                                                    | 6.0 (42,8)                                                                    | 9.8 (49,6)                                                                    | 11.5 (52,7)                                                                   | 11.0 (51,8)                                                                   | 7.0 (44,6)                                                                    | 3.3 (37,9)                                                                    | 0.2 (32,4)                                                                    | −2.8 (27)                                                                     | 3,1 (37,6)                                                                    |
| Minima istorică °C (°F)                                                       | −27.2 (−17.0)                                                                 | −28 (−18.4)                                                                   | −27.6 (−17.7)                                                                 | −11.1 (12)                                                                    | −4.6 (23,7)                                                                   | −3 (26,6)                                                                     | 1.4 (34,5)                                                                    | −0.9 (30,4)                                                                   | −3.5 (25,7)                                                                   | −10.8 (12,6)                                                                  | −17 (1,4)                                                                     | −27.9 (−18.2)                                                                 | −28 (−18,4)                                                                   |
| Precipitații mm (inches)                                                      | 28.1 (1.106)                                                                  | 22.8 (0.898)                                                                  | 30.9 (1.217)                                                                  | 32.2 (1.268)                                                                  | 56.9 (2.24)                                                                   | 70.8 (2.787)                                                                  | 72.0 (2.835)                                                                  | 65.6 (2.583)                                                                  | 43.4 (1.709)                                                                  | 39.1 (1.539)                                                                  | 32.3 (1.272)                                                                  | 31.4 (1.236)                                                                  | 525,4 (20,685)                                                                |
| Zăpadă cm (inches)                                                            | 15.2 (5.98)                                                                   | 11.3 (4.45)                                                                   | 4.6 (1.81)                                                                    | 0.5 (0.2)                                                                     | 0.0 (0)                                                                       | 0.0 (0)                                                                       | 0.0 (0)                                                                       | 0.0 (0)                                                                       | 0.0 (0)                                                                       | 0.1 (0.04)                                                                    | 3.1 (1.22)                                                                    | 9.6 (3.78)                                                                    | 44,5 (17,52)                                                                  |
| Umiditate [%]                                                                 | 84.9                                                                          | 80.7                                                                          | 77.0                                                                          | 71.8                                                                          | 71.1                                                                          | 71.6                                                                          | 72.1                                                                          | 74.5                                                                          | 80.1                                                                          | 84.2                                                                          | 88.0                                                                          | 87.3                                                                          | 78,6                                                                          |
| Ore însorite                                                                  | 31.4                                                                          | 61.2                                                                          | 103.9                                                                         | 165.5                                                                         | 192.0                                                                         | 194.4                                                                         | 207.0                                                                         | 202.2                                                                         | 137.2                                                                         | 79.7                                                                          | 29.9                                                                          | 22.2                                                                          | 1.426,6                                                                       |
| Sursă: Institutul Hidrometeorologic Ceh                                       |                                                                               |                                                                               |                                                                               |                                                                               |                                                                               |                                                                               |                                                                               |                                                                               |                                                                               |                                                                               |                                                                               |                                                                               |                                                                               |

## Istorie

### Evul mediu
Prima mențiune scrisă despre Castelul Plzeň datează din anul 976. Orașul Noul Plzeň a fost fondat în apropiere, în 1295, de regele Venceslau al II-lea al Boemiei. Vechea așezare a devenit apoi cunoscută ca Starý Plzenec, iar Noul Plzeň a devenit cunoscut ca Plzeň. A ajuns rapid un oraș important situat pe rutele comerciale care duceau din Boemia spre Nürnberg și Regensburg. Prima mențiune scrisă despre fabricarea berii datează din 1307. În secolul al XIV-lea, orașul a avut aproximativ 3.000 de locuitori pe o suprafață de 20 ha (49 acri), al treilea oraș ca mărime din Boemia după Praga și Kutná Hora.
În timpul Războaielr Husite, a fost centrul rezistenței catolice față de hușiți: Prokop cel Mare a asediat⁠(d) orașul de trei ori fără succes și s-a alăturat ligii nobililor catolici împotriva regelui George de Poděbrady. În anii 1470 și 1480, orașul a avut prima tipografie din Boemia. Prima carte tipărită aici și, prin urmare, cea mai veche carte din Boemia este Statuta care a fost scrisă de Arnošt din Pardubice și tipărită în 1476.

### Secolul al XVII-lea

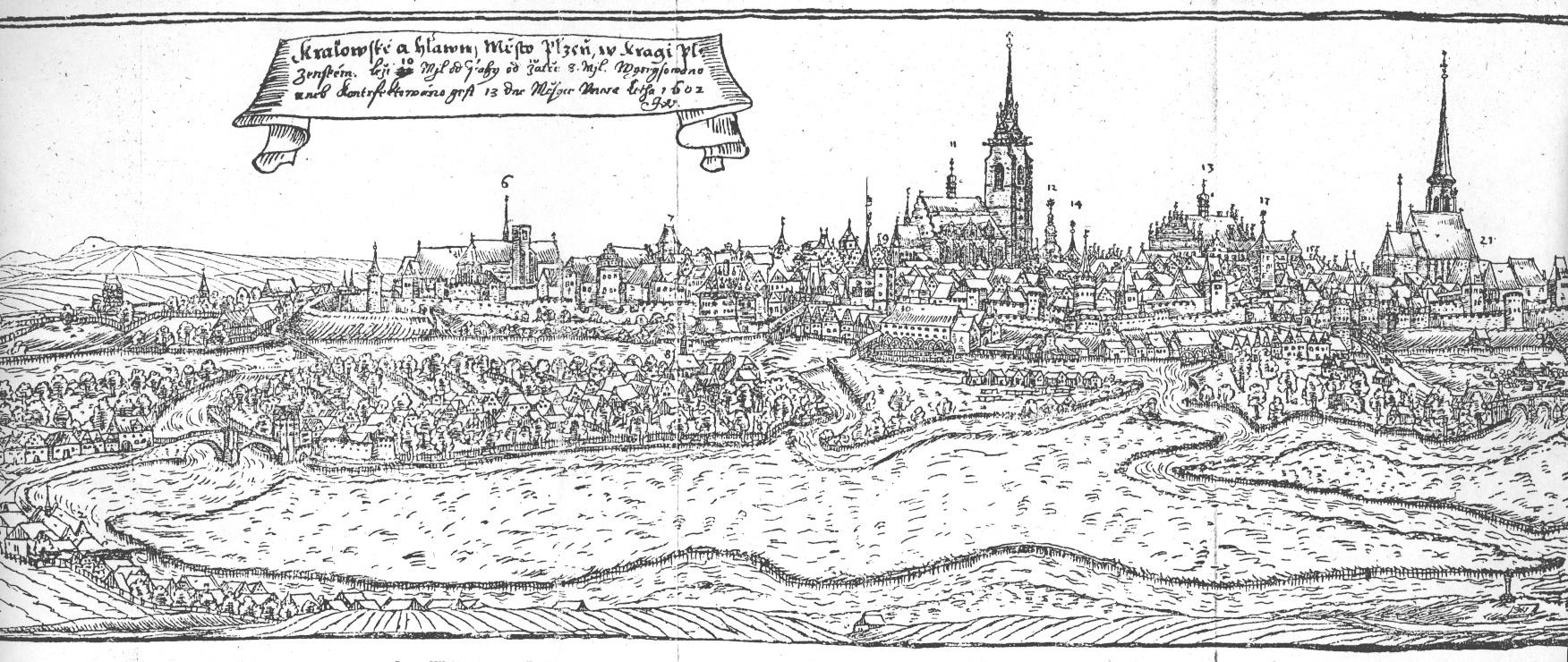
Gravură cu Plzeň din 1602

Împăratul Rudolf al II-lea a făcut din Plzeň cetatea sa de scaun din 1599 până în 1600. În timpul Războiului de Treizeci de Ani, orașul a fost cucerit de Ernst von Mansfeld⁠(d) în 1618 după asediul asupra Plzeň și a fost recucerit de trupele imperiale abia în 1621. Wallenstein și-a făcut cartierul de iarnă în 1633. Acuzat de trădare, a pierdut sprijinul armatei sale și a fugit din oraș la 23 februarie 1634 la Eger/Cheb unde a fost asasinat două zile mai târziu. Orașul a fost din ce în ce mai mult amenințat de suedezi în ultimii ani ai războiului. Comandantul orașului Jan van der Croon⁠(d) a întărit fortificațiile din Plzeň între 1645 și 1649. Trupele suedeze au trecut pe lângă oraș în 1645 și 1648 fără a-l ataca. Orașul și regiunea au fost ferm catolice în ciuda Războaielor Hudite.
De la sfârșitul secolului al XVII-lea, arhitectura orașului Plzeň a fost influențată de stilul baroc.

### Secolul al XIX-lea
În a doua jumătate a secolului al XIX-lea, Plzeň, deja un important centru comercial al Boemiei, în apropierea graniței bavarezo-germane, a început să se industrializeze rapid. În 1869, Emil Škoda⁠(d) a fondat Uzinele Škoda, care a devenit cea mai importantă și mai influentă companie de inginerie din țară și un furnizor crucial de arme pentru Forțele Armate Austro-Ungare. Până în 1917, compania Uzinele Škoda a avut peste 30.000 de muncitori.

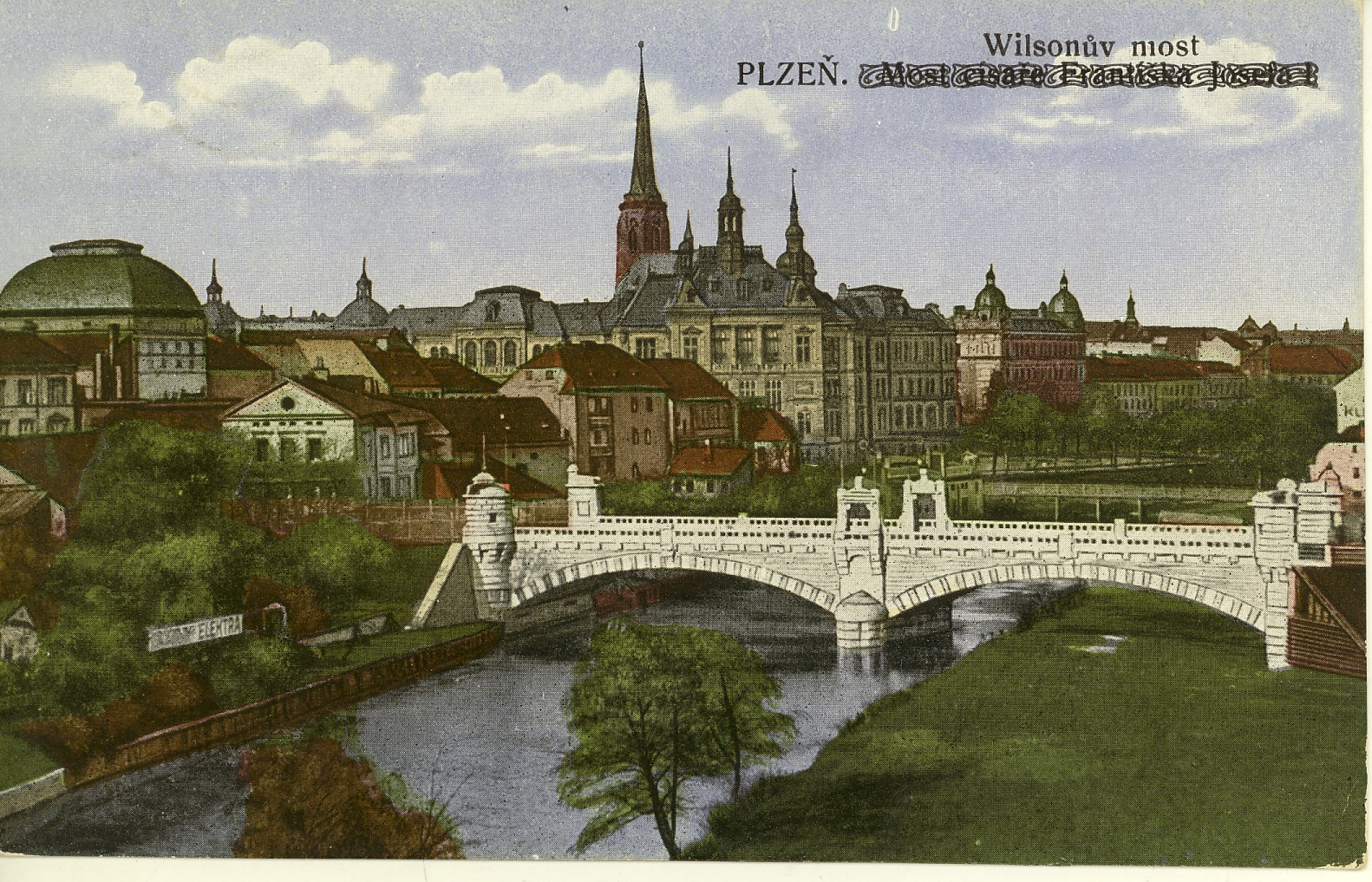
Plzeň în perioada interbelică

După 1898, al doilea cel mai mare angajator din Plzeň a fost atelierul de reparații feroviare al Căilor Ferate Naționale. Acesta a avut aproximativ 2.000 de angajați și a fost cel mai mare atelier de reparații feroviare din toată Austro-Ungaria. Între 1861 și 1877, nodul feroviar Plzeň a fost finalizat și din 1899 a intrat în funcțiune prima linie de tramvai din oraș. Această dezvoltare a industriei a avut două efecte importante: creșterea populației locale cehe și a populației sărace din mediul urban. După 1868 a fost ales primul primar ceh al orașului.

### Al Doilea Război Mondial
După independența din 1918 a Cehoslovaciei față de Austro-Ungaria, minoritatea etnică germană din mediul rural de la granița orașului Plzeň spera să fie unită cu Austria și a fost nemulțumită că a fost inclusă în Cehoslovacia. Mulți s-au aliat cu naziștii după 1933 în speranța că Adolf Hitler ar putea să-i unească cu vecinii lor vorbitori de limbă germană.
În urma Acordului de la München din 1938, Plzeň a devenit un oraș de frontieră, deoarece crearea Regiunii Sudeților a mutat granițele Germaniei Naziste mai aproape de limitele exterioare ale orașului. În timpul ocupației germane din 1939 până în 1945, compania Uzinele Škoda din Plzeň a fost nevoită să producă armament pentru Wehrmacht și s-au remarcat contribuțiile cehe, în special în domeniul tancurilor. Naziștii au operat o închisoare Gestapo în oraș  și un lagăr de muncă forțată⁠(d) în districtul Karlov.
Între 17 și 26 ianuarie 1942, majoritatea populației evreiești a orașului, peste 2.000 de oameni, a fost deportată de naziști în lagărul de concentrare Theresienstadt din Terezín.

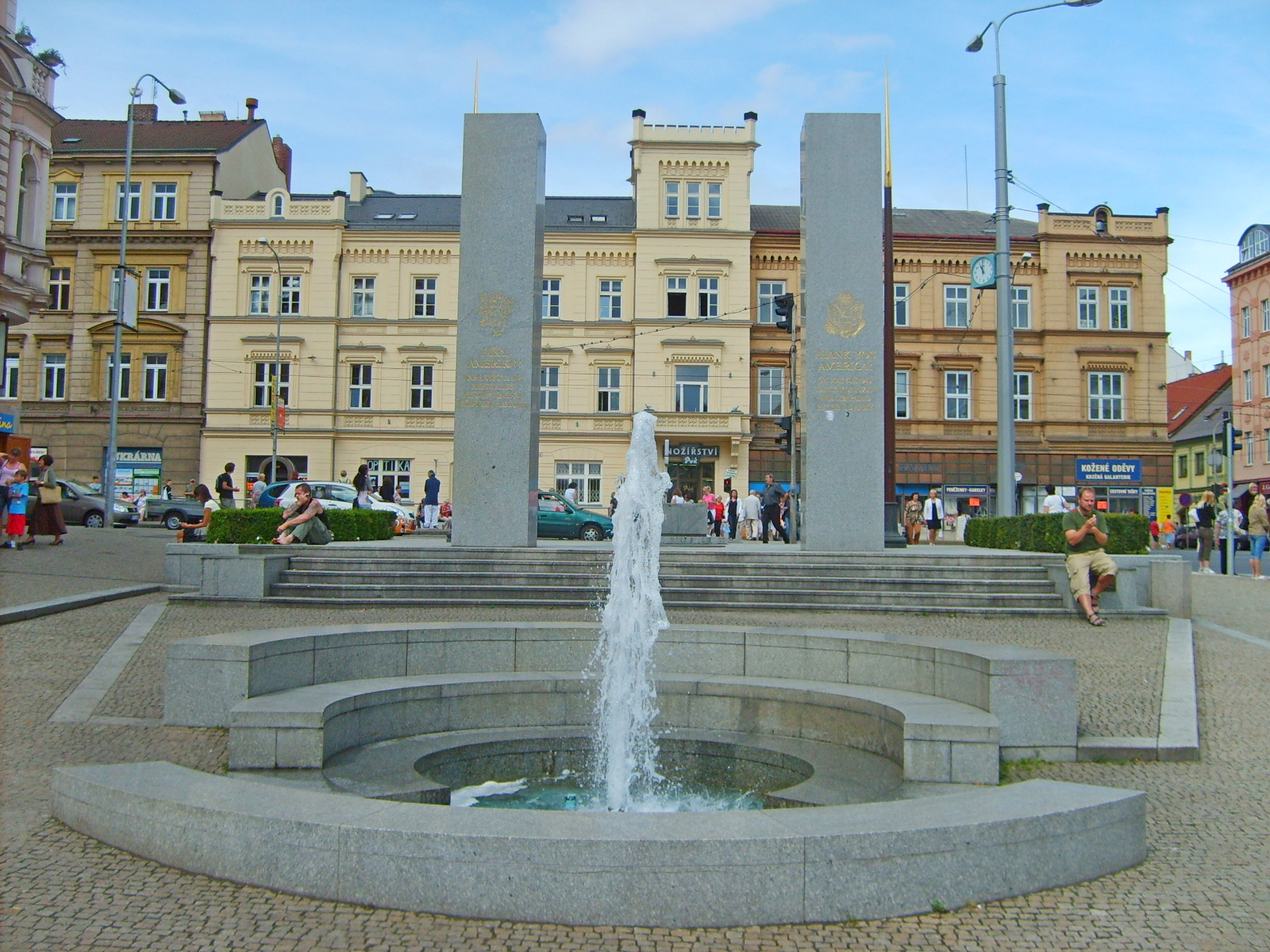
Memorial al a Armatei Statelor Unite în Americká, principalul bulevard comercial

La 6 mai 1945, în ultimele zile înainte de sfârșitul celui de-al Doilea Război Mondial în Europa, Plzeň a fost eliberat de sub Germania Nazistă de către Divizia a 16-a blindată a Armatei a 3-a a generalului George Patton. La eliberarea orașului au participat și elemente ale Diviziilor 97 și 2 Infanterie susținute de Brigada Poloneză Świętokrzyska⁠(d). Alte unități ale Armatei a 3-a au eliberat porțiuni importante din Boemia de Vest. Restul Cehoslovaciei a fost eliberat de sub controlul Germaniei de către Armata Roșie sovietică. Elemente ale Armatei a 3-a, precum și unități ale Armatei 1, au rămas în Plzeň până la sfârșitul lunii noiembrie 1945.
După sfârșitul războiului, populația minoritară etnică germană a orașului a fost expulzată, iar proprietățile lor au fost confiscate conform cu prevederile Acordului de la Potsdam.

### Epoca comunistă
După lovitura de stat din Cehoslovacia din 1948, guvernul a lansat o reformă monetară în 1953, care a provocat un val de nemulțumire, inclusiv revolta de la Plzeň⁠(d). La 1 iunie 1953, peste 20.000 de oameni, în principal muncitori de la Uzinele Škoda, au început să protesteze împotriva guvernului. Protestatarii au pătruns cu forța în primărie și au aruncat pe ferestre simboluri comuniste, mobilier și alte obiecte. Protestul a provocat o ripostă din partea guvernului. Statuia lui Tomáš Garrigue Masaryk, primul președinte al Cehoslovaciei, a fost distrusă.
În 1954, în apropierea graniței cu Cehoslovacia s-a pierdut un porumbel voiajor din Germania de Vest. Acesta s-a întors două zile mai târziu, cu un puternic mesaj anticomunist, semnat „Pilsen neplecat”. Pasărea, numită Leaping Lena⁠(d), a fost dusă în Statele Unite, unde a fost sărbătorită ca un erou al Războiului Rece.

## Economie
Plzeň este un centru de afaceri din vestul Republicii Cehe. Plzeň produce aproximativ două treimi din PIB-ul regiunii Plzeň, cu toate că aici trăiește doar 30% din populația sa. Acest lucru se explică și prin prezența navetiștilor către oraș. Plzeň este astfel unul dintre cele mai prospere orașe din Republica Cehă.
Plzeň este sediul mai multor corporații mari. Cei mai mari angajatori cu sediul în Plzeň cu cel puțin 1.000 de angajați sunt:
| Entitate economică                             | Numărul de angajați | Activitatea principală                      |
| ---------------------------------------------- | ------------------- | ------------------------------------------- |
| Spitalul Universitar din Plzeň                 | 5.000–9.999         | Sănătate                                    |
| Universitatea Boemia de Vest                   | 3.000–3.999         | Educație                                    |
| Fabrica de bere Pilsner Urquell                | 2.500–2.999         | Fabrică de bere                             |
| Transporturi Škoda                             | 2.500–2.999         | Fabricarea vehiculelor feroviare            |
| Direcția Regională de Poliție a Regiunii Plzeň | 2.500–2.999         | Administratia publica                       |
| Orașul Plzeň                                   | 2.000–2.499         | Administratia publica                       |
| Daikin Industries Cehia                        | 1.500–1.999         | Fabricarea tehnologiei de climatizare       |
| Autoneum                                       | 1.000–1.599         | Fabricarea de textile pentru industria auto |
| Doosan Škoda Power                             | 1.000–1.499         | Fabricarea turbinelor cu abur               |
| HP-Pelzer                                      | 1.000–1.499         | Industria auto                              |
| JTEKT Cehia⁠(d)                                 | 1.000–1.499         | Industria auto                              |
| Lasselsberger                                  | 1.000–1.499         | Fabricarea placilor ceramice                |
| Plzeňské městské dopravní podniky              | 1.000–1.499         | Transport urban și suburban de călători     |
| Safran Cabin CZ                                | 1.000–1.499         | Fabricarea echipamentelor pentru aeronave   |
| Škoda Electric                                 | 1.000–1.499         | Fabricarea de acționări electrice           |

Compania Škoda, înființată la Plzeň în 1859, a devenit un element important al ingineriei austro-ungare, cehoslovace și cehe și una dintre cele mai mari fabrici de arme din Europa. În perioada comunistă a țării (1948–1989), producția companiei a fost direcționată către nevoile Blocului Răsăritean. Dezordinea de după Revoluția de Catifea și eforturile nereușite de a ajunge pe noi piețe occidentale au dus la probleme legate de vânzări și datorii. După un uriaș proces de restructurare, compania a fost împărțită în mai multe filiale, care au fost ulterior vândute. Cele mai importante companii succesoare sunt Škoda Transportation⁠(d) și Doosan Škoda Power⁠(d).
Compania Stock Plzeň-Božkov s.r.o., din districtul Božkov, este cel mai mare producător de băuturi spirtoase din Republica Cehă. Fernet Stock⁠(d) este de mult timp cel mai bine vândut lichior de plante de pe piața cehă.
De la sfârșitul anilor 1990, orașul a cunoscut o creștere mare a investițiilor străine. În 2007, dezvoltatorul israelian de mall-uri Plaza Centers a deschis Plzeň Plaza⁠(d), un centru comercial de 20.000 m2 și un centru de divertisment cu un cinematograf Multiplex⁠(d) al Cinema City Cehia.
Aglomerația Plzeň (în cehă: Plzeňská aglomerace) a fost creată ca un instrument de atragere a banilor din Fondurile Europene Structurale și de Investiții. Este o zonă care include orașul și împrejurimile acestuia, conectate de oraș prin navetă și migrație. Are aproximativ 328.000 de locuitori.

### Berea Pilsner

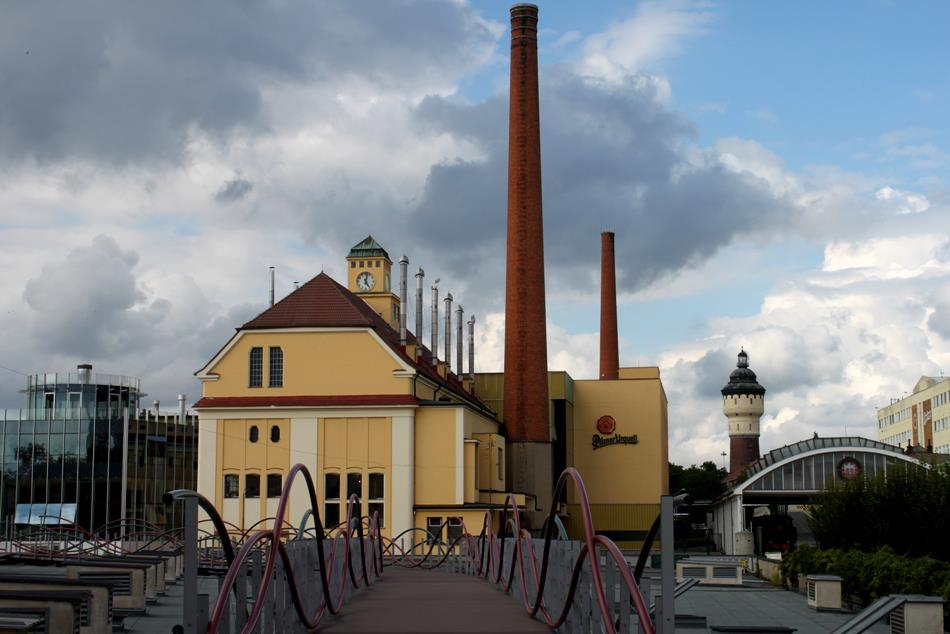
Clădire de fermentare tradițională (centru) și clădire de fermentare modernă (stânga)

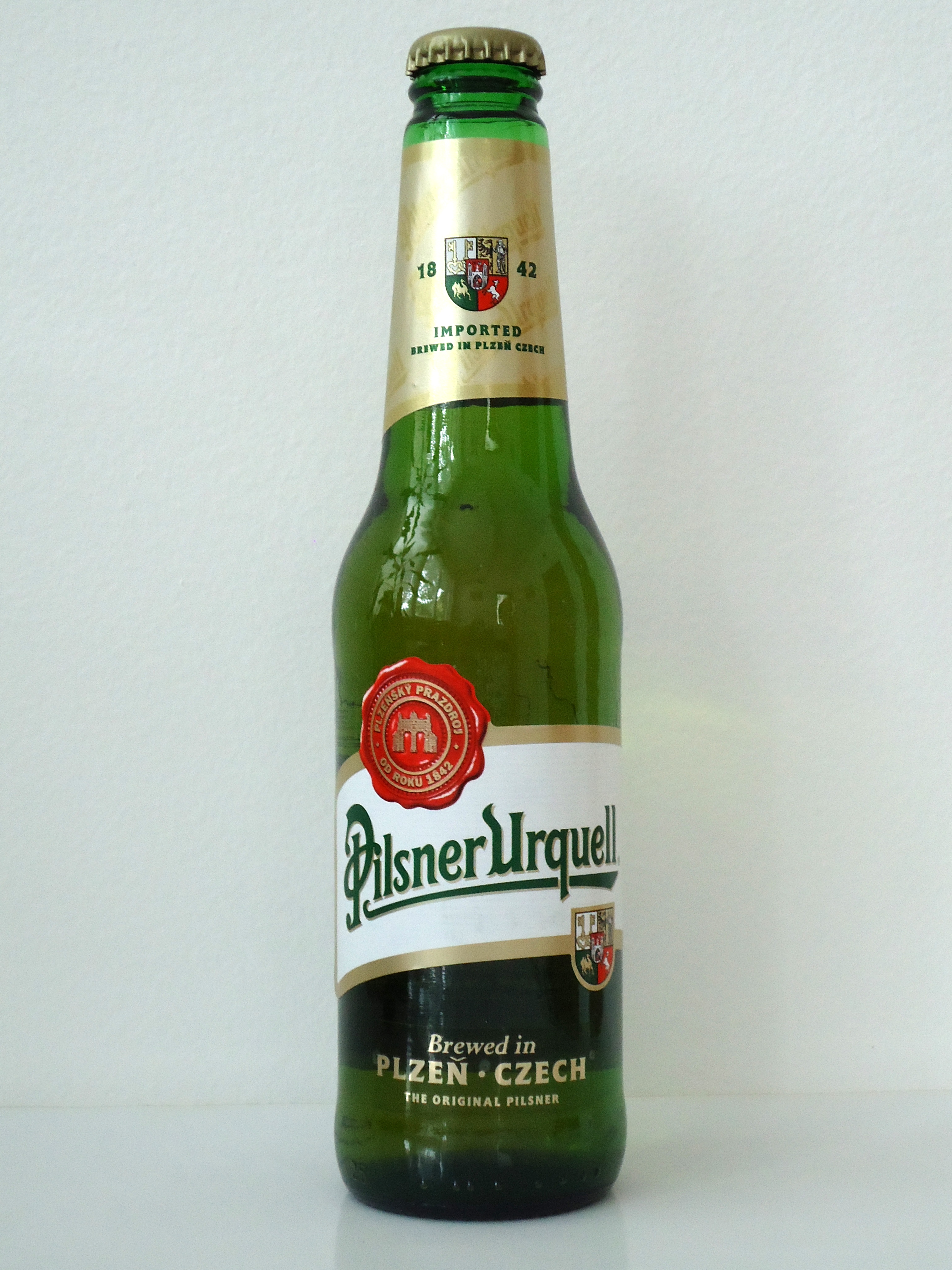
Pilsner Urquell

Plzeň este bine cunoscut pentru fabrica de bere Pilsner Urquell (din 1842) și Gambrinus (din 1869), deținute în prezent de Asahi Group Holdings.
Plzeň este un oraș important în istoria berii, inclusiv în dezvoltarea berii Pilsner. În 1375, regele Carol al IV-lea a dat Mănăstirii Dobrow⁠(d) de lângă Plzeň dreptul de a produce bere și a devenit una dintre cele mai vechi fabrici de bere care a supraviețuit până în timpurile moderne. Multe fabrici de bere au fost fondate în pivnițele adânci interconectate ale orașului.
Oficialii din Plzeň au fondat o fabrică de bere a orașului în 1839, Bürger Brauerei (Berăria Cetățenilor, acum Plzeňský Prazdroj⁠(d)), și l-au angajat pe producătorul bavarez Josef Groll⁠(d) (1813–1887) care a produs primul lot de bere modernă Pilsner la 5 octombrie 1842. Aceasta a inclus stăpânirea artei maceratului cu decocție triplă. Combinația între culoarea palidă a noilor malțuri, apa remarcabil de moale din Plzeň, hameiul nobil Saaz de la Žatec din apropiere (Saaz⁠(d) în germană) și depozitarea lager în stil bavarez a produs o bere limpede, aurie, care a fost privită ca o senzație. Îmbunătățirea transporturilor în Europa a făcut că această nouă bere să fie disponibilă în curând în toată Europa Centrală și  fabricarea berii în stil Pilsner Brauart a fost imitată la scară largă.
În 1859, „berea Pilsner” a fost înregistrată ca marcă la Camera de Comerț din Plzeň. În 1898, marca comercială Pilsner Urquell a fost creată pentru a pune accent pe faptul că aceasta este berăria de la care a apărut stilul.

## Transporturi

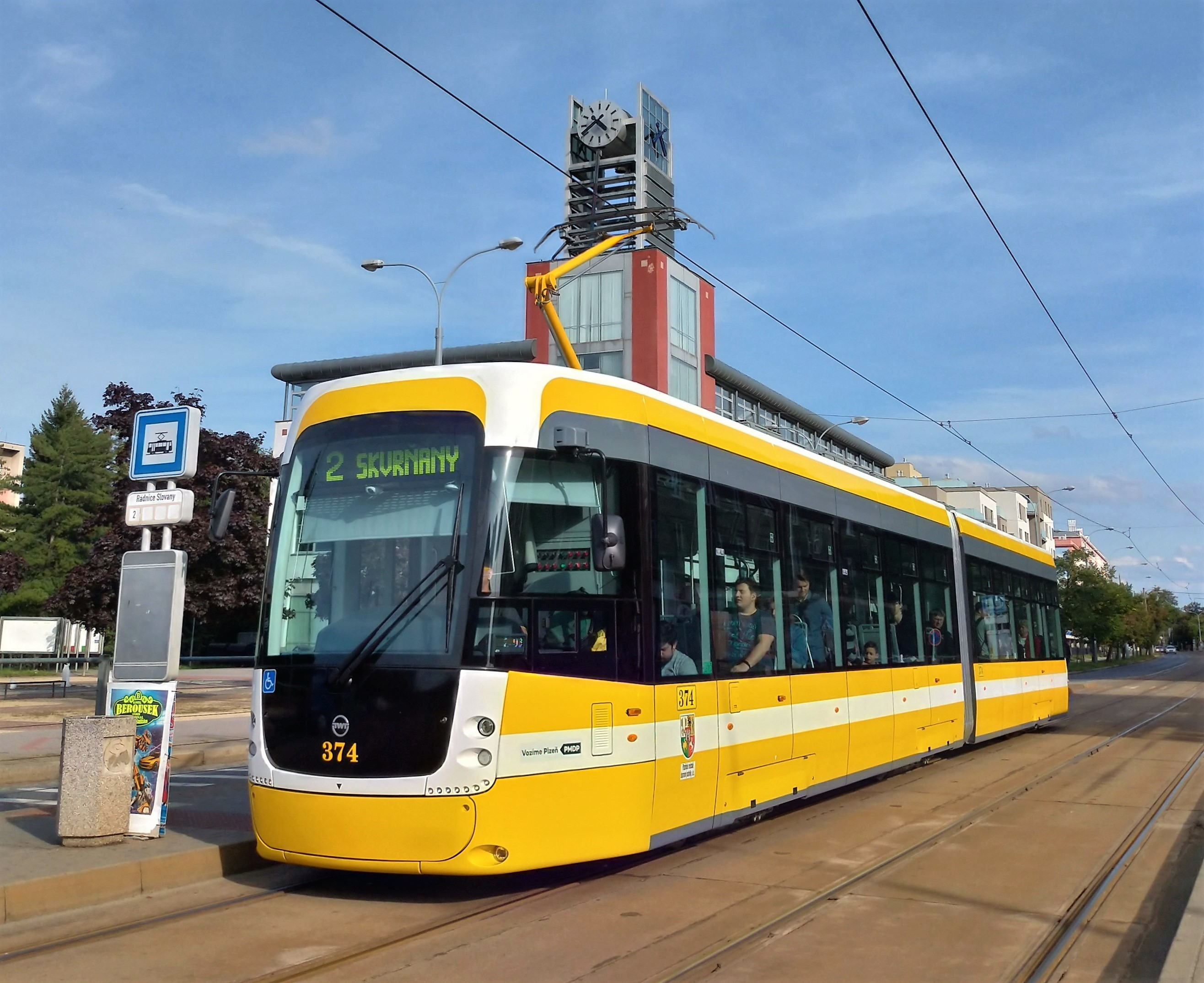
Tramvai EVO2 în Plzeň

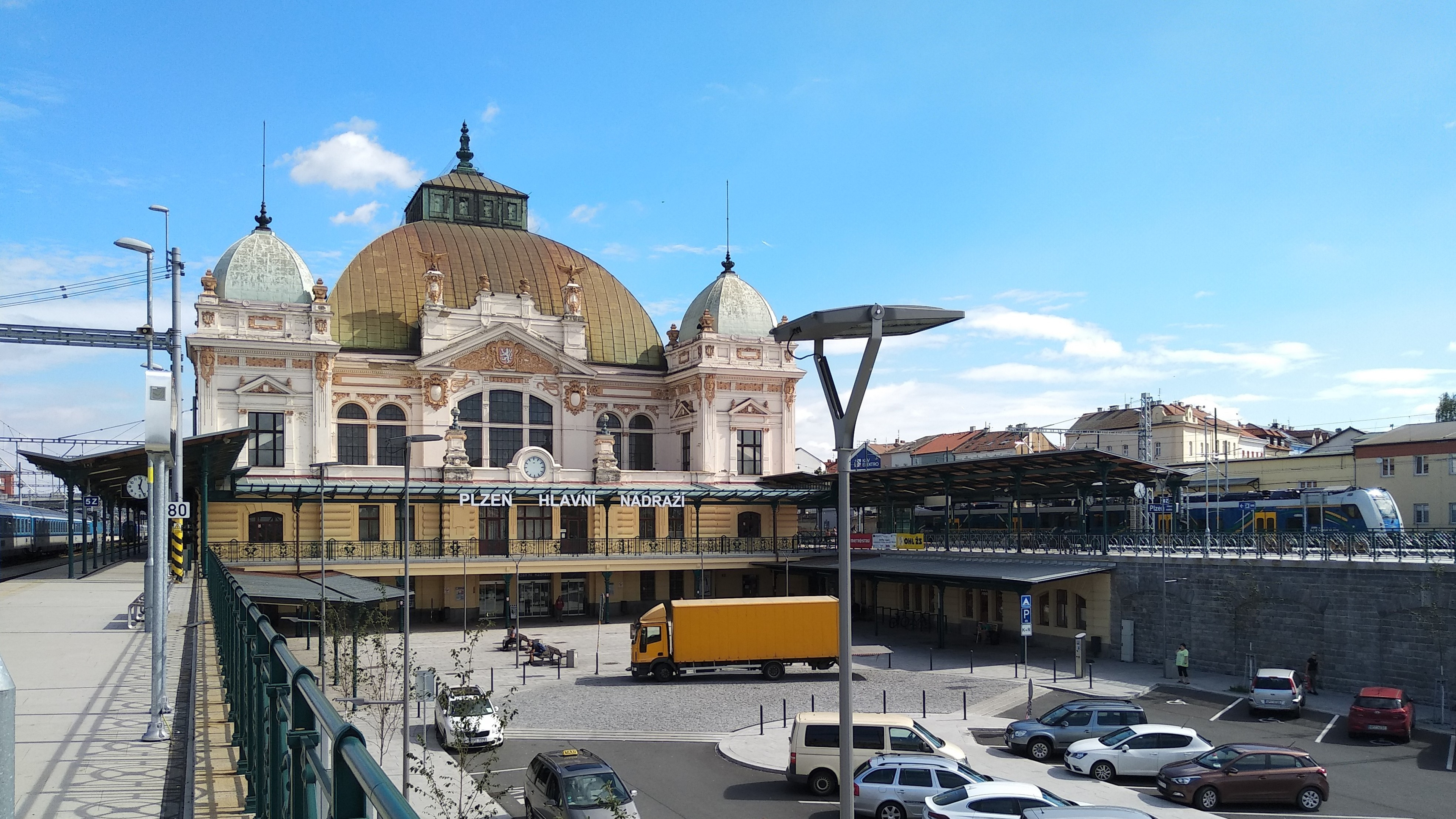
Gara principală din Plzeň

### Tramvaie, troleibuze și autobuze
Zona metropolitană Plzeň este deservită în mare măsură de o rețea de tramvaie, troleibuze și autobuze operate de PMDP. Ca și alte orașe din Europa continentală, biletele cumpărate de la automate sau mici magazine sunt valabile pentru orice mijloc de transport din subordinea orașului Plzeň. Pentru locuitorii orașului, o cartelă Plzeň poate fi achiziționat și printr-un sistem de „încărcare” poate fi utilizată în orice transport public fără limitări, atâta timp cât este plătit și valabil. Biletele pot fi achiziționate în vehicule cu un smart card contactless.

### Transporturi feroviare
Plzeň este un centru important al transportului feroviar ceh, prin care trec cinci linii principale de cale ferată:
- linia nr. 170: Praga – Beroun – Plzeň – Cheb
- linia nr. 180: Plzeň – Domažlice – Furth im Wald (Germania)
- linia nr. 183: Plzeň – Klatovy – Železná Ruda
- linia nr. 160: Plzeň – Žatec
- linia nr. 190: Plzeň – České Budějovice

Gara principală din Plzeň (Plzeň hlavní nádraží) deservește cele cinci linii principale de cale ferată.

### Drumuri
Autostrada D5 care leagă Praga de Nürnberg trece prin Plzeň.

### Aeroport
Un aeroport public intern și privat internațional se află la 11 km sud-vest de Plzeň, în satul Líně⁠(d) din apropiere (ICAO: LKLN). Aeroportul a fost folosit ca bază pentru Divizia a 6-a de Aviație de Luptă de Gardă sovietică (6-я гвардейская истребительная авиационная дивизия) în timpul invaziei Cehoslovaciei de către membri ai Pactului de la Varșovia între 21 august și 10 noiembrie 1968.

## Religie

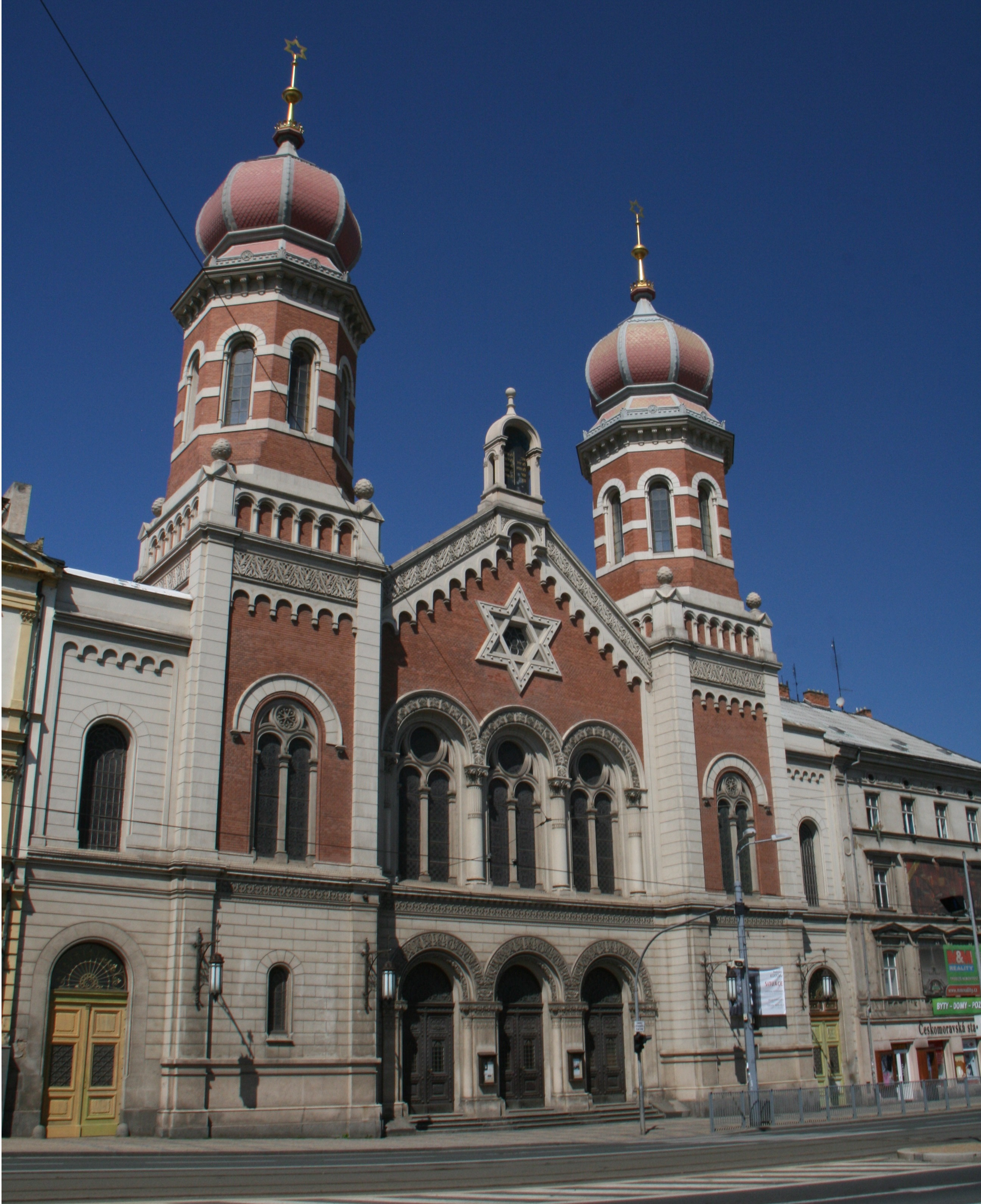
Marea Sinagogă din Plzeň

Din 31 mai 1993, Plzeň este sediul Episcopiei Romano-Catolice din Plzeň. Primul episcop a fost František Radkovský. Actualul episcop este Tomáš Holub. Sediul său se află în Catedrala Sf. Bartolomeu din Piața Republicii din Plzeň. Este împărțită în 10 vicariate cu un total de 72 de parohii.
Sediul eparhiei Plzeň a Bisericii Husite Cehoslovace se află în Plzeň (deși episcopul locuiește la Mirovice⁠(d) de câțiva ani datorită unei reconstrucții a episcopiei). Actualul episcop este Filip Štojdl.
Biserica Evanghelică Luterană Cehă are sediul în Plzeň. Biserica Luterană Sf. Paul este o biserică a Bisericii Evanghelice Luterane Cehe din Plzeň.
Celelalte biserici prezente și în Plzeň sunt Biserica Evanghelică a Mărturisirii din Augsburg din Cehia, Biserica Metodistă Unită, Biserica Adventistă de Ziua a șaptea, Biserica Fraților, Biserica Ortodoxă din Țările Cehe și Slovacia, Biserica Greco-Catolică și altele.

## Educație
Universitatea Boemia de Vest din Plzeň este bine cunoscută mai ales pentru Facultatea sa de Drept, Facultatea de Inginerie Mecanică și Facultatea de Științe Aplicate.
Facultatea de Medicină din Pilsen a Universității Caroline (în cehă Lékařská fakulta v Plzni Univerzity Karlovy) este una dintre cele cinci facultăți de medicină ale Universității Caroline.
Școala elementară Martin Luther (în cehă Základní škola Martina Luthera) este o școală creștină privată a Bisericii Evanghelice Luterane Cehe din Plzeň.

## Cultură
Plzeň a fost Capitală Europeană a Culturii în 2015, împreună cu Mons din Belgia.

## Sport

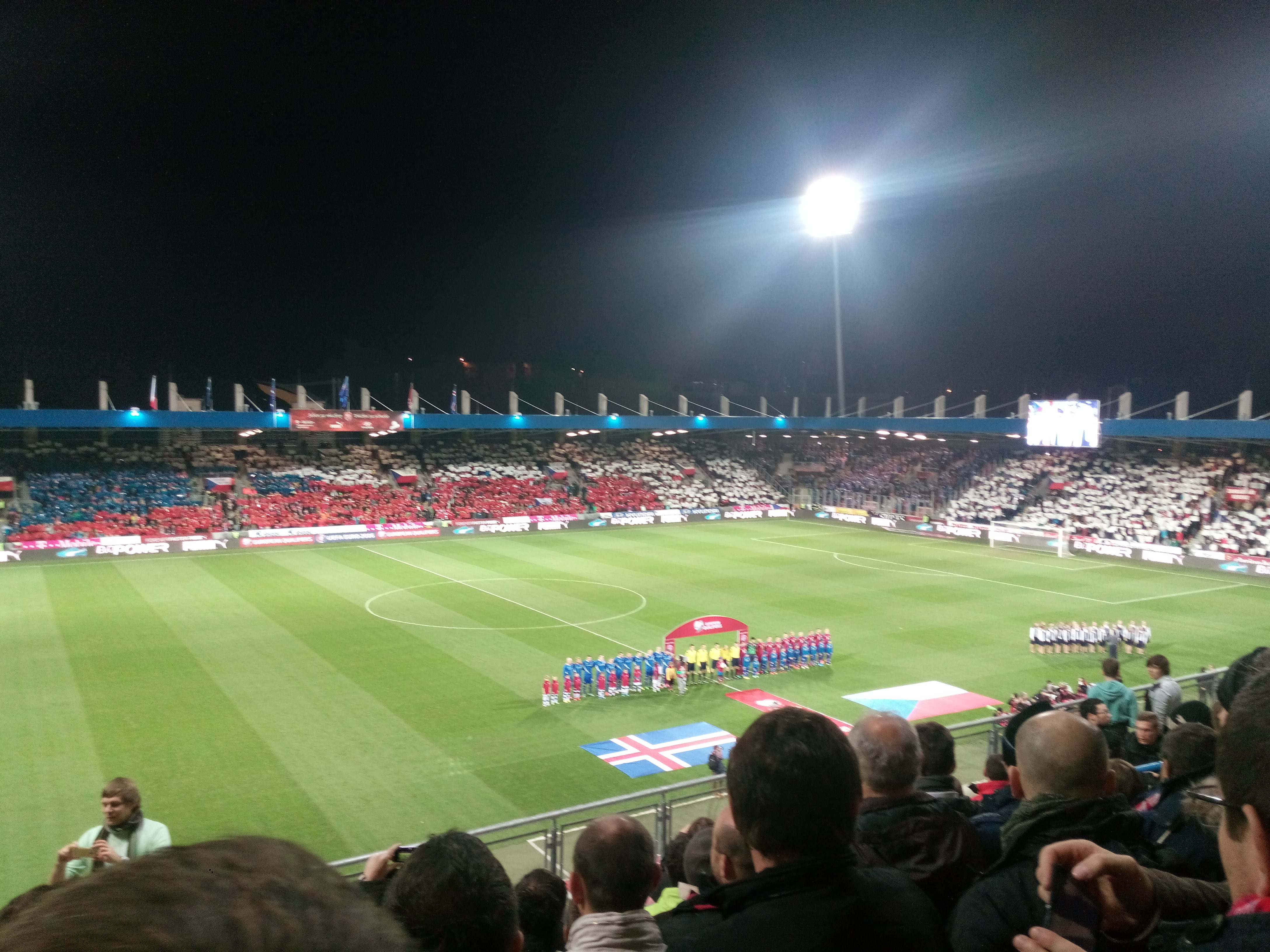
Arena Doosan

Clubul de hochei pe gheață HC Škoda Plzeň joacă în Extraliga Cehă (în cehă: Extraliga ledního hokeje, ELH). Echipa joacă meciurile de acasă pe Logspeed CZ Aréna⁠(d).
Clubul de fotbal FC Viktoria Plzeň joacă în Prima Ligă Cehă și se numără printre cele mai de succes cluburi din Cehia. Viktoria Plzeň a jucat în Liga Campionilor UEFA și UEFA Europa League. Echipa joacă meciurile de acasă pe Arena Doosan (în cehă: Stadion města Plzně).
Clubul de handbal Talent Plzeň⁠(d) (SSK Talent M.A.T. Plzeň) joacă în Extraliga cehă de handbal masculin (în cehă Česká extraliga v házené mužů) (Chance Extraliga).
Echipa de motociclete Speedway⁠(d) PK Plzeň⁠(d) organizează curse pe pista de autostradă Plzeň. Pista a găzduit evenimente semnificative de speedway, inclusiv runde de calificare pentru Cupa Mondială pe Echipe de Speedway (Speedway World Team Cup⁠(d)).

## Obiective turistice

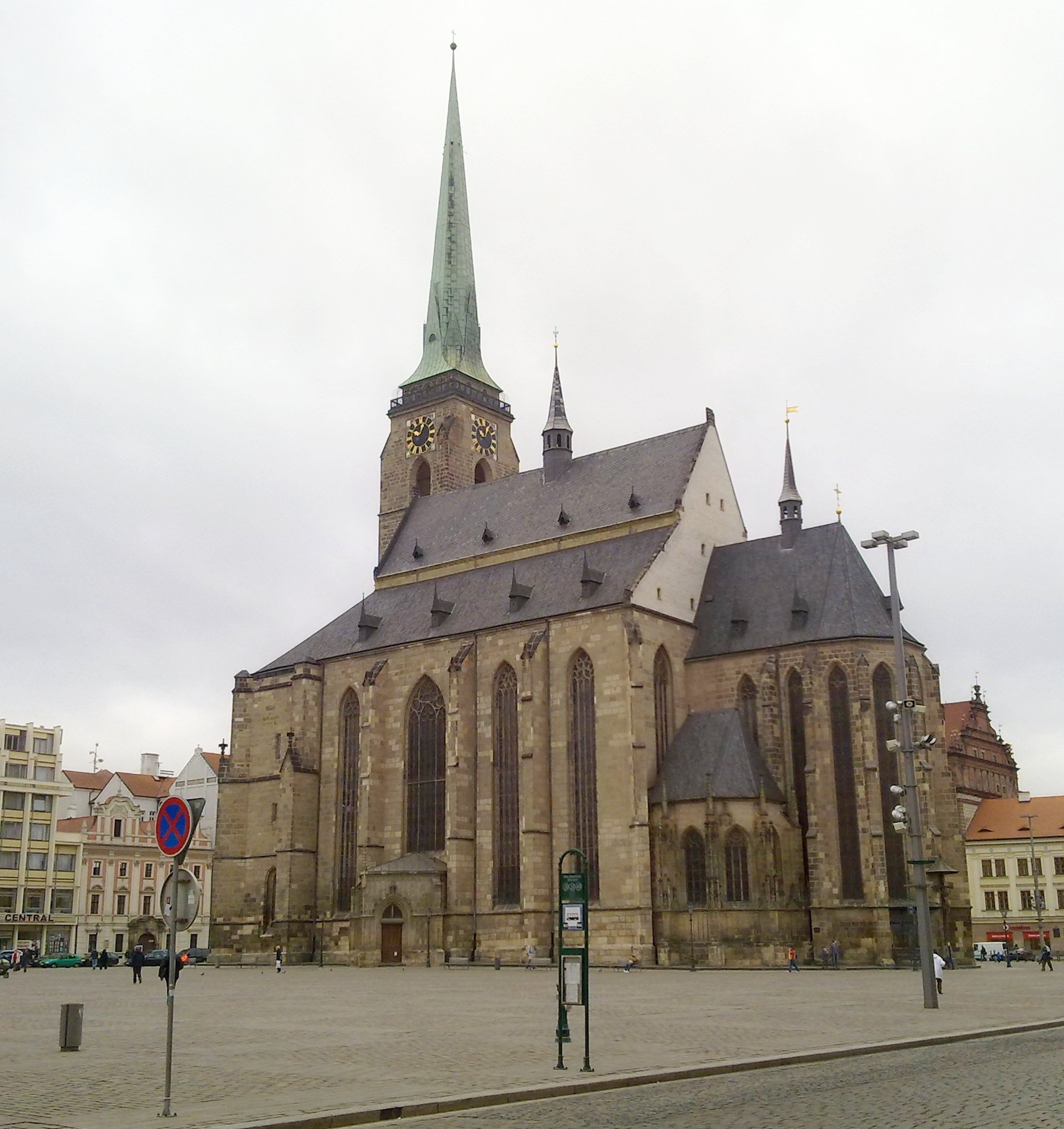
Catedrala Sf. Bartolomeu

Cele mai proeminente obiective turistice din Plzeň sunt catedrala gotică Sf. Bartolomeu⁠(d) (fondată la sfârșitul secolului al XIII-lea, cu un turn de 102 metri - cel mai înalt din Cehia), primăria (în stil renascentist) și marea sinagogă (în stil neo-maur, a doua cea mai mare sinagogă din Europa, după Sinagoga de pe strada Dohány din Budapesta, și a patra cea mai mare din lume). Aici se află și o rețea istorică de tuneluri și pivnițe, de 20 km, printre cele mai lungi din Europa Centrală. O parte a acestei rețele este deschisă publicului pentru tururi de aproximativ 750 metri (2.460 ft) ca lungime, până la o adâncime de 12 metri (39 ft).
Construit în 1532, fostul turn de apă a fost integrat în sistemul de fortificații al orașului de la Poarta Praga. Un alt etaj a fost adăugat în 1822 în stil imperial francez. Portalul gotic care datează din anii 1500 și provine dintr-o altă casă, care a fost demolată, a fost adăugat în 1912. Deasupra portalului se află o placă comemorativă dedicată doctorului Josef Škoda⁠(d) (profesor la Universitatea din Viena), care s-a născut alături la 10 decembrie 1805.
O atracție turistică populară este turul fabricii de bere Plzeňský Prazdroj, unde vizitatorii pot afla informații din istoria berii.

### Muzee
- Mănăstirea Franciscană⁠(d) – Muzeul de Artă Creștină
- Techmania Science Center⁠(d) - Muzeu/loc de joacă interactiv pentru copii
- Západočeské muzeum v Plzni

## Persoane notabile
- Emil von Škoda⁠(d) (1839–1900), inginer și industriaș
- Josef Finger⁠(d) (1841–1925), fizician și matematician
- Emma B. Mandl⁠(d) (1842–1928), fondator de organizații caritabile în Chicago
- Friedrich Goldscheider⁠(d) (1845–1897), ceramist și industriaș
- František Křižík⁠(d) (1847–1941), inventator
- Augustin Němejc⁠(d) (1861–1938), pictor
- Rudolf Karel⁠(d) (1880–1945), compozitor
- Emil Lederer⁠(d) (1882–1939), economist și sociolog
- Růžena Šlemrová (1886–1962), actriță
- Josef Beran⁠(d) (1888–1969), cardinal, arhiepiscop de Praga
- Josef Skupa⁠(d) (1892–1957), păpușar;
- Robert Pražák (1892 - 1966), gimnast;
- Jaroslav Vogel⁠(d) (1894–1970), dirijor și compozitor
- Ladislav Sutnar⁠(d) (1897–1976), designer grafic, pionier al designului informațional și al arhitecturii informaționale
- Jaroslav Černý (1898–1970), profesor și egiptolog la Oxford
- Siegfried Lederer⁠(d) (1904–1972), evadat de la Auschwitz
- Jiří Trnka⁠(d) (1912–1969), artist
- Miroslav Štandera⁠(d) (1918–2014), pilot de luptă în al doilea război mondial
- Ota Šik⁠(d) (1919–2004), economist
- Karel Černý⁠(d) (1922–2014), director de artă
- Miroslav Holub⁠(d) (1923–1998), poet
- Josef Rösch⁠(d) (1925–2016), radiolog
- Kurt Dietmar Richter⁠(d) (1931−2019), compozitor și dirijor german
- Karla Erbová⁠(d) (1933–2024), poet, prozator și jurnalist
- Gabriela Basařová⁠(d) (1934–2019), chimist
- Peter Grünberg (1939–2018), fizician german, laureat al Premiului Nobel 2007
- Karel Gott (1939–2019), cântăreț;
- Daniel Stroz (n. 1943), om politic;
- Vaclav Smil⁠(d) (născut în 1943), om de știință ceh-canadian
- Jaroslav Beneš (născut în 1946), fotograf de artă plastică;
- Jindřich Vacek (n. 1955), scriitor;
- Tomáš Šmíd⁠(d) (născut în 1956), jucător de tenis
- Vítězslav Lavička⁠(d) (născut în 1963), antrenor de fotbal
- Tomáš Cihlář⁠(d) (născut în 1967), chimist și virolog
- David Kotyza⁠(d) (născut în 1967), antrenor de tenis
- Martin Straka⁠(d) (născut în 1972), jucător de hochei pe gheață
- Luboš Motl⁠(d) (născut în 1973), fizician
- Jiří Mužík⁠(d) (născut în 1976), sportiv de atletism
- Petr Sýkora⁠(d) (născut în 1976), jucător de hochei pe gheață
- Milan Kraft⁠(d) (născut în 1980), jucător de hochei pe gheață
- Petr Čech (născut în 1982), fotbalist
- Kateřina Emmons (născută în 1983), trăgătoare sportivă, medaliată olimpica
- David Limberský⁠(d) (n. 1983), fotbalist
- Pavel Samiec⁠(d) (născut în 1984), compozitor și acordeonist
- Andrea Hlaváčková (născută în 1986), jucătoare de tenis
- Barbora Strýcová (născută în 1986), jucătoare de tenis
- Vladimír Darida (n. 1990), fotbalist
- Andrej Šustr⁠(d) (născut în 1990), jucător de hochei pe gheață
- Pavel Francouz⁠(d) (născut în 1990), jucător de hochei pe gheață;
- Jan Sýkora (n. 1993), fotbalist;
- Dominik Kubalík⁠(d) (născut în 1995), jucător de hochei pe gheață;
- Markéta Jeřábková (n. 1996), handbalistă;
- Lukáš Provod⁠(d) (născut în 1996), fotbalist

## Orașe înfrățite
Plzeň este înfrățit cu:
- Birmingham, SUA
- Liège, Belgia
- Limoges, Franța
- Regensburg, Germania
- Takasaki, Japonia
- Winterthur, Elveția
- Žilina, Slovacia

## Galerie

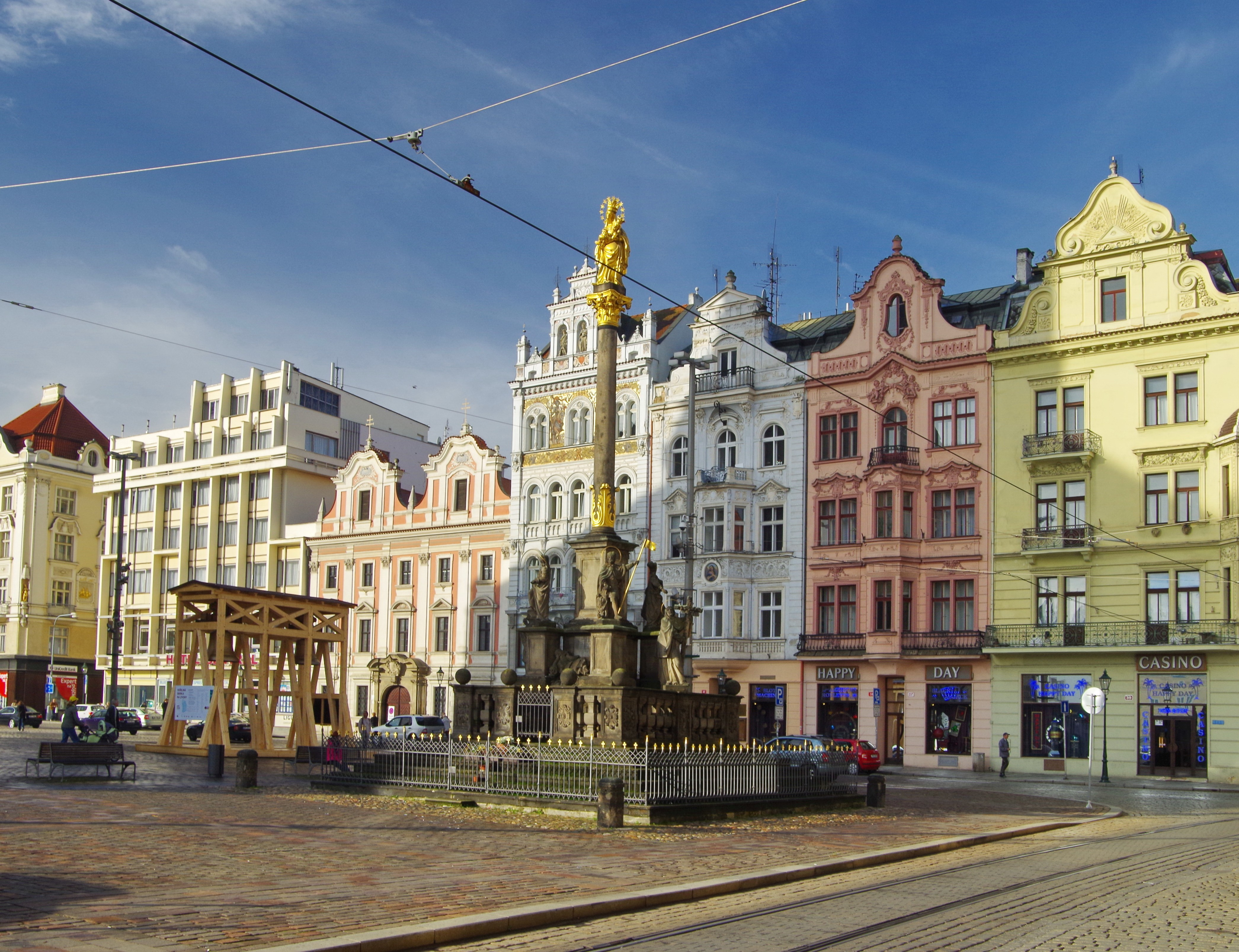
Náměstí Republiky, piața principală a orașului
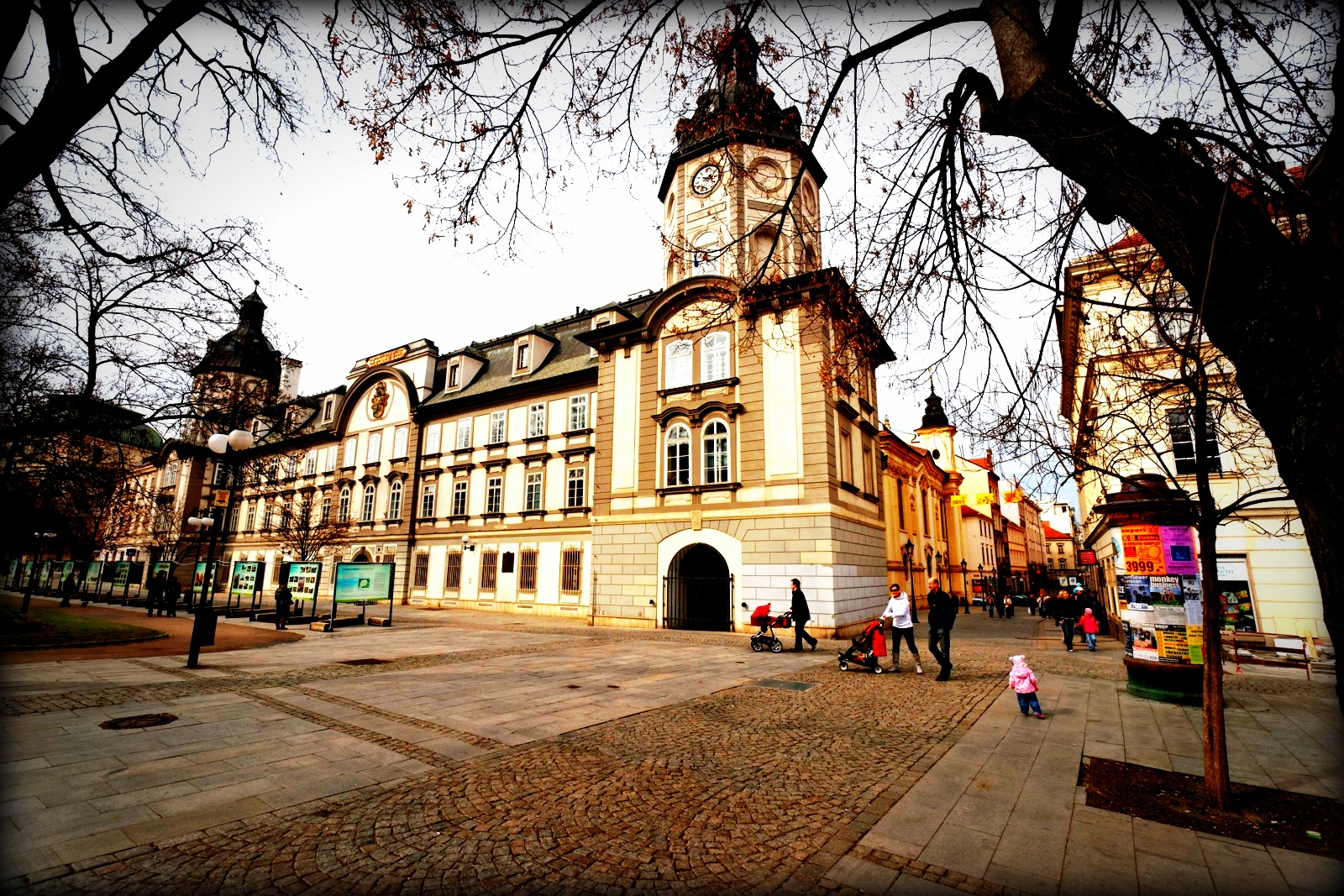
Biblioteca de cercetare
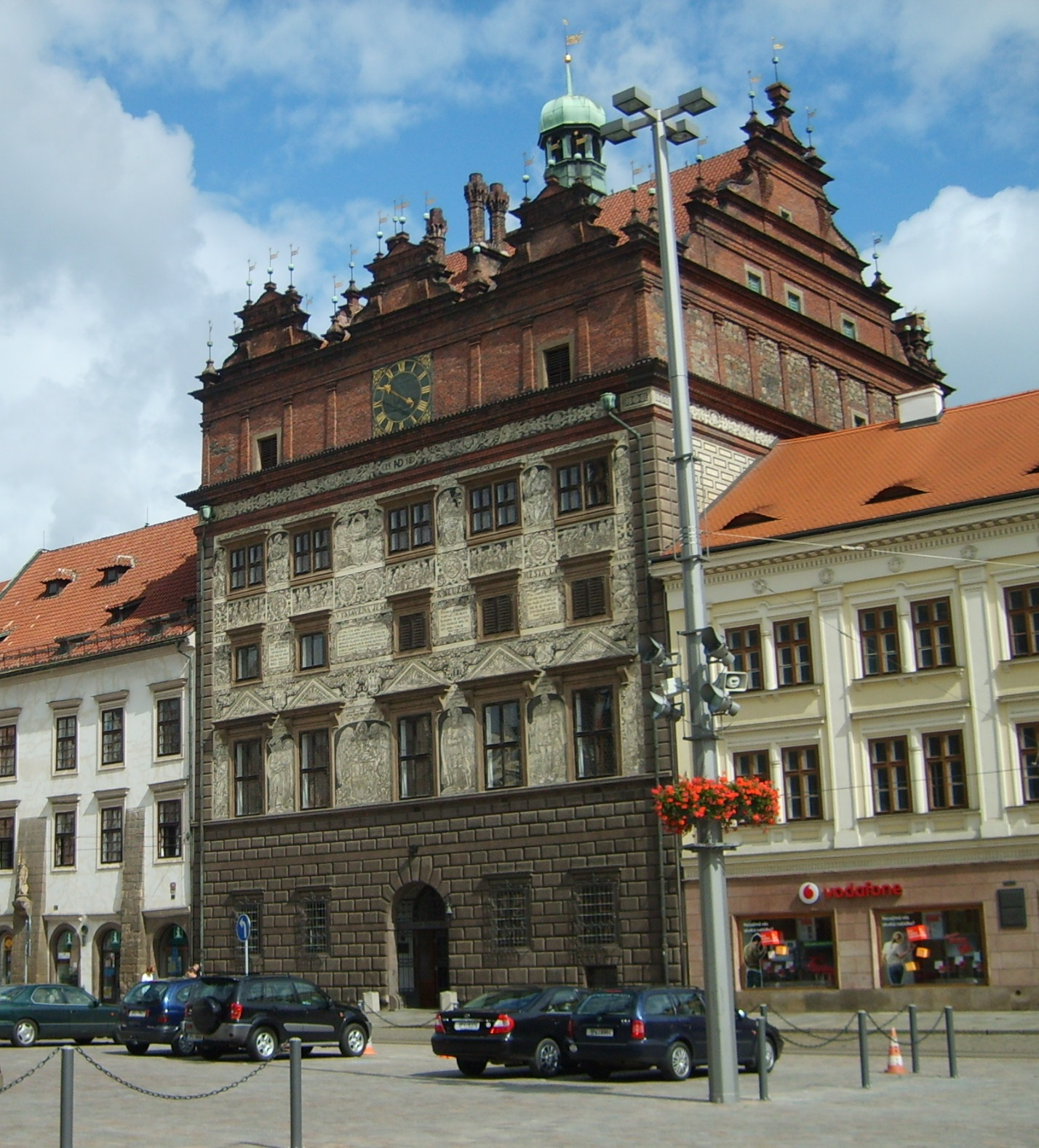
Primăria
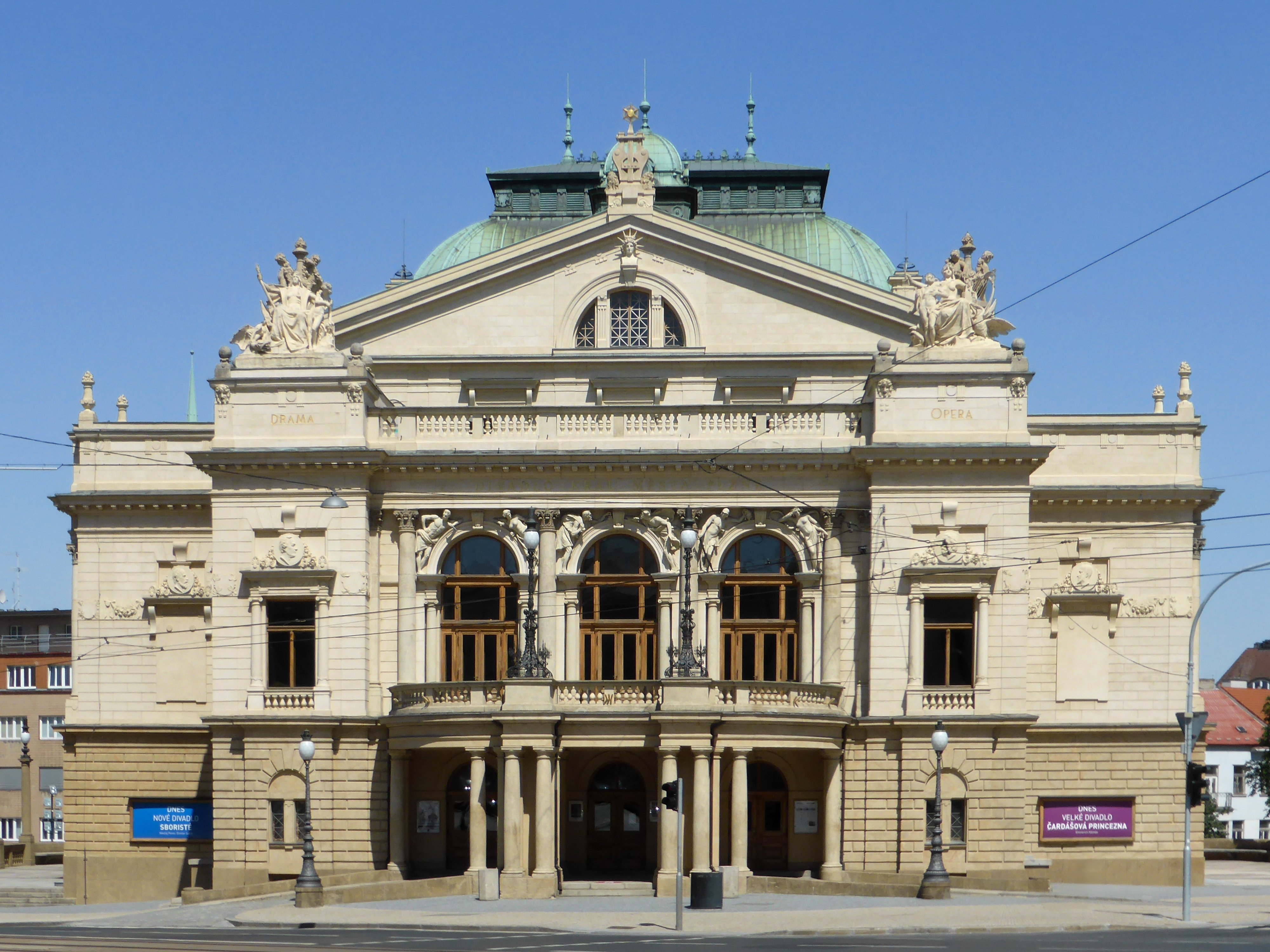
Teatrul Josef Kajetán Tyl
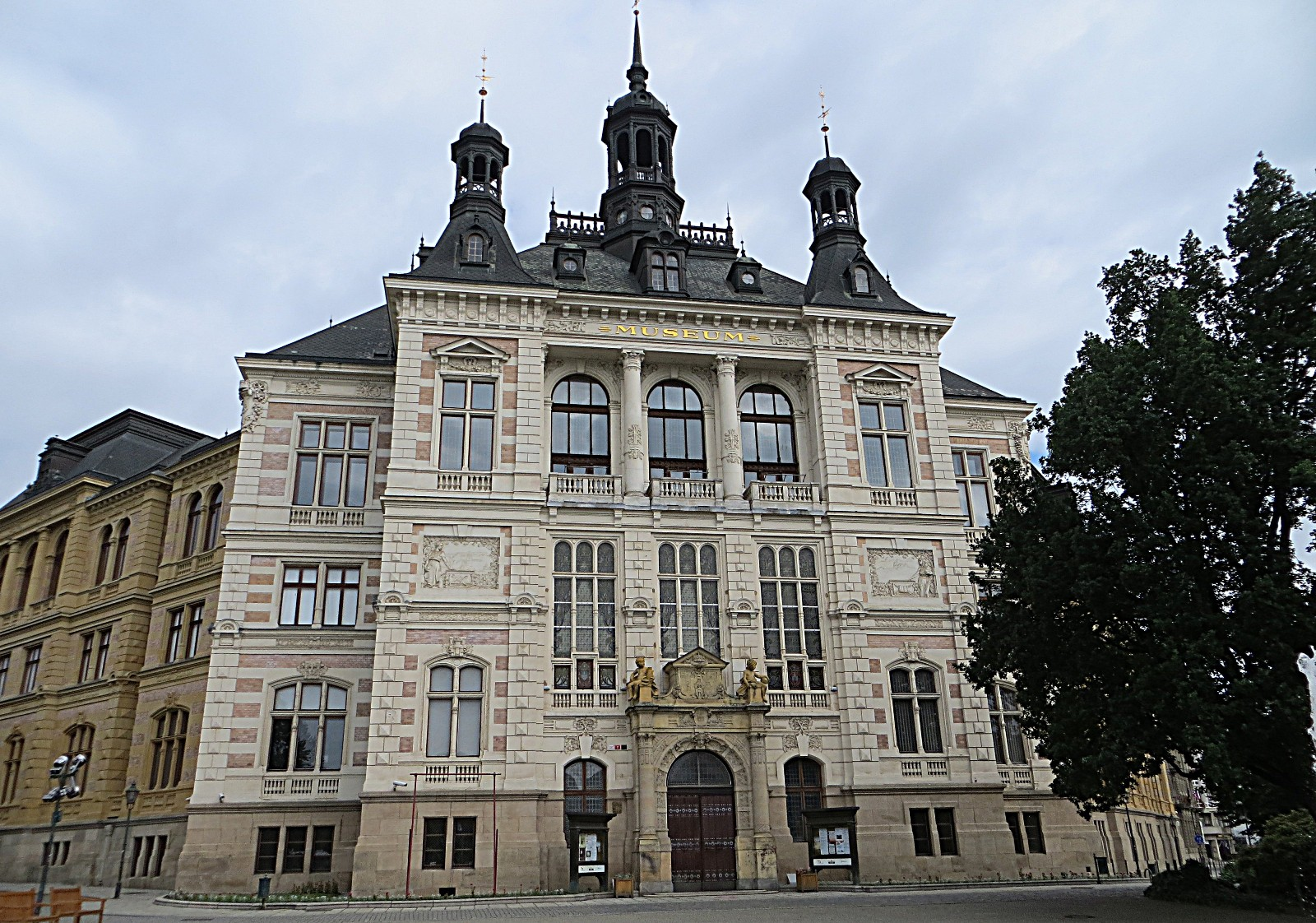
Muzeul Boemiei de Vest
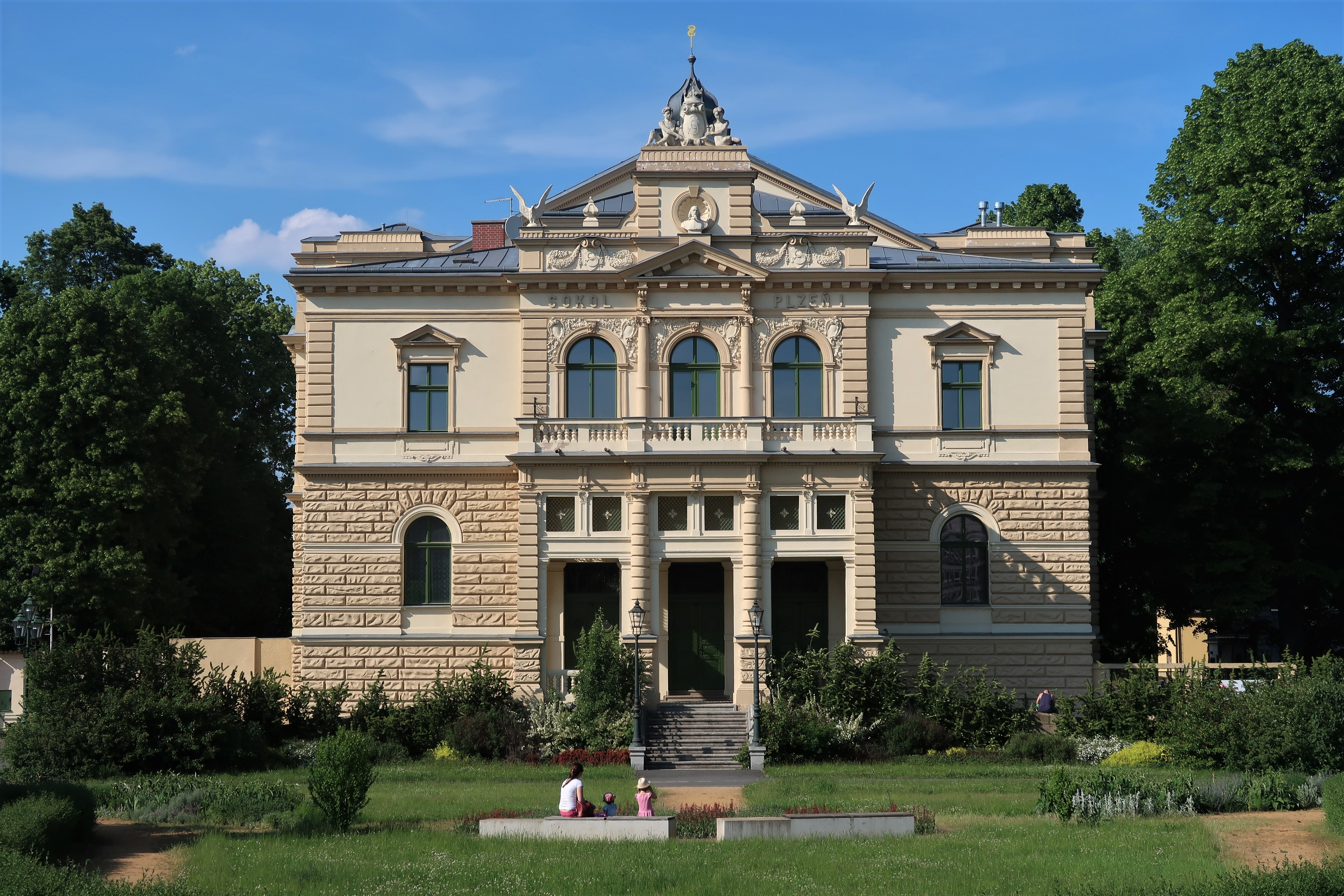
Sediu Sokol
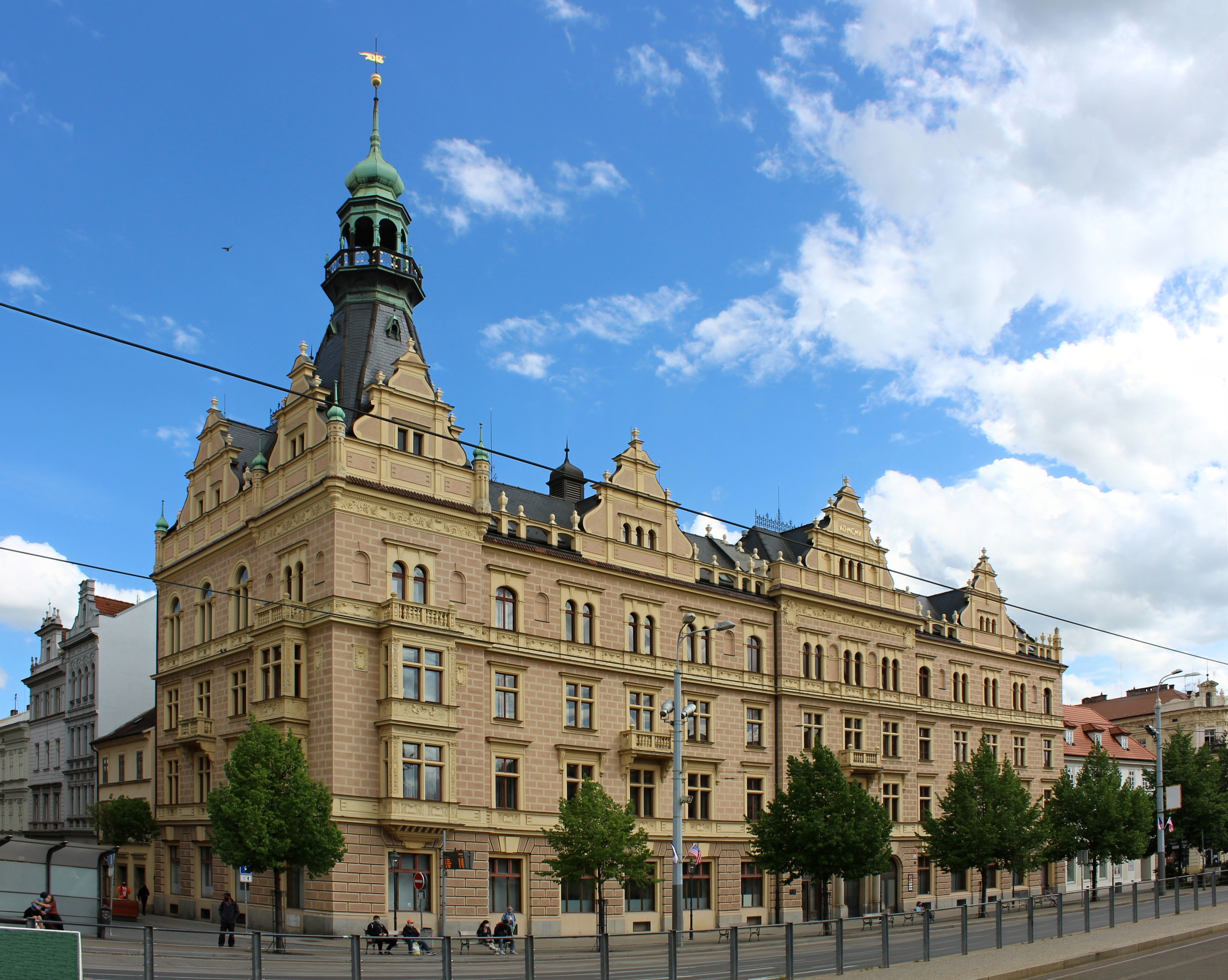
Facultatea de Drept a Universității Boemia de Vest
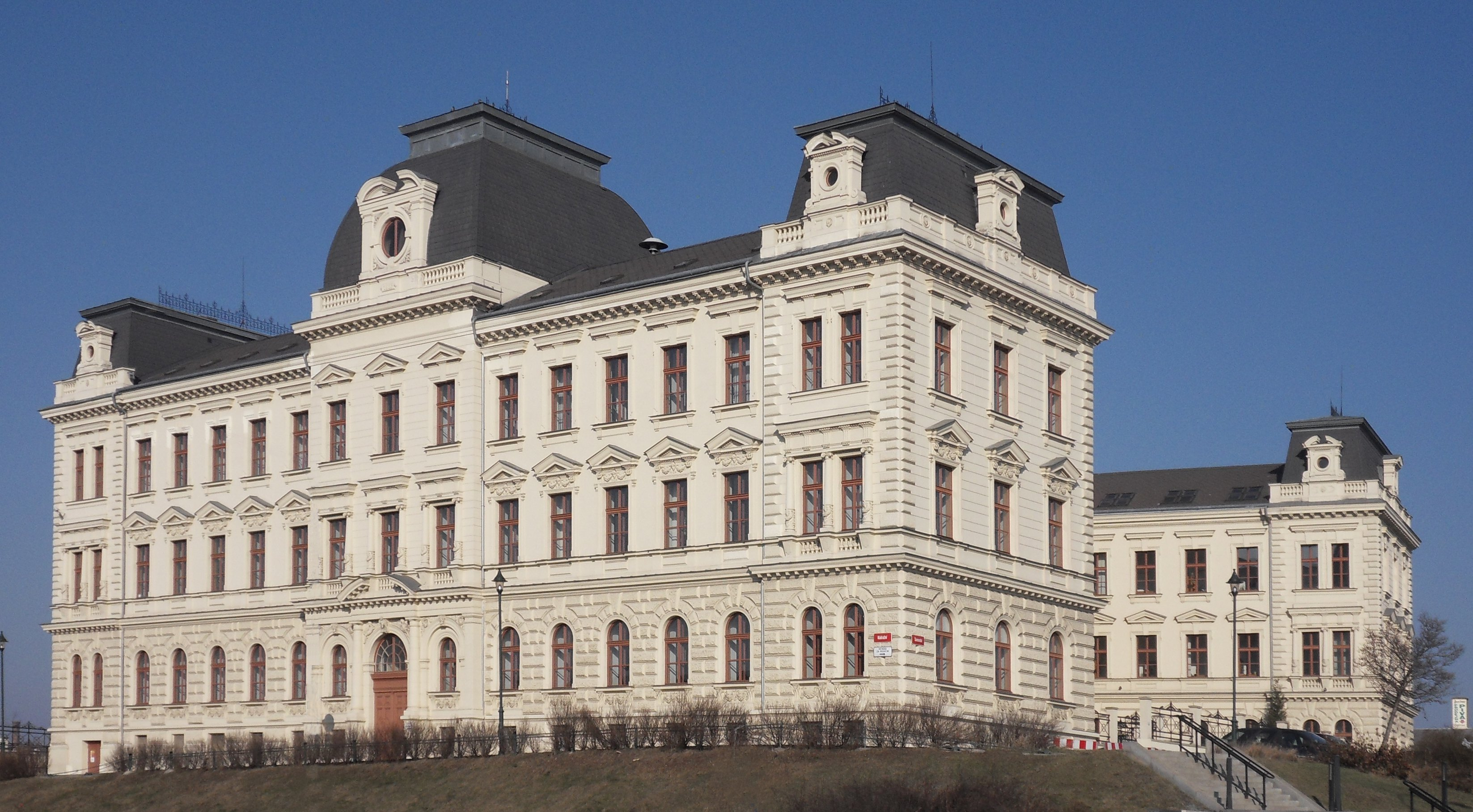
Judecătoria districtuală
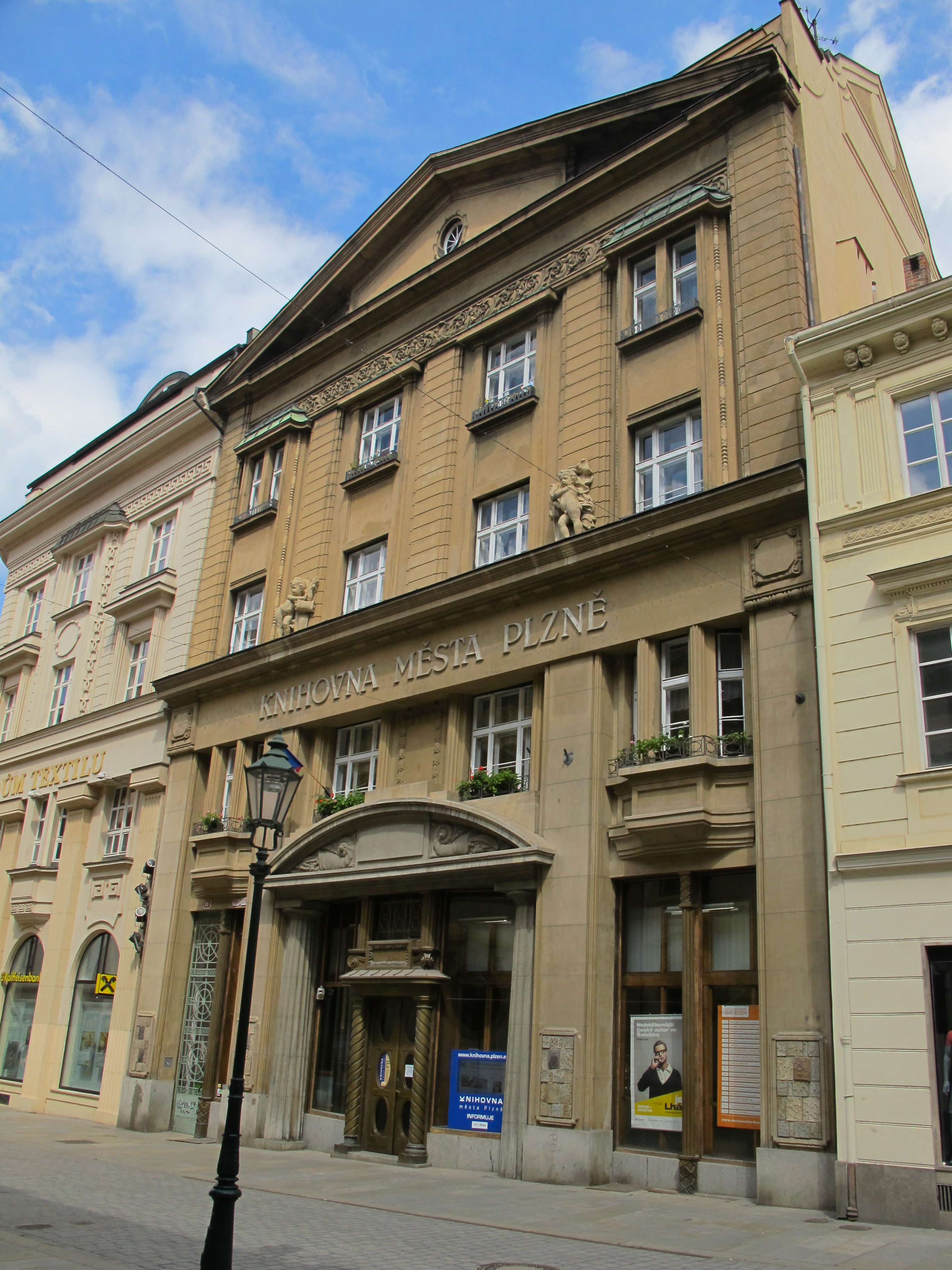
Biblioteca Municipală